# Centar-Sušak
Centar-Sušak (italienska: Centro-Sussak) är ett lokalnämndsområde i Rijeka i Kroatien. Det helt urbaniserade lokalnämndsområdet är en del av Sušak som omfattar Rijekas östra delar.

## Geografi
Centar-Sušak gränsar till lokalnämndsområdena Brašćine-Pulac och Orehovica i norr, Grad Trsat och Bulevard i nordöst och Pećine i sydöst. I väster och nordväst utgör Mrtvi kanal och Rječina en naturlig gräns mot de centrala lokalnämndsområdena Luka och Školjić-Stari grad (Gamla stan). I sydväst gränsar Centar-Sušak till havet.      

## Anläggningar och byggnader (urval)
- Autotrolejs busstation vid Delta
- Brajdicas containerterminal
- Brajdica-parkeringen
- Delta-parkeringen
- Evangeliska pentekostala kyrkan
- Hotel Neboder
- Kroatiska kulturhemmet
- Petar Kružićs trappor (entrén till trapporna)
- Rijekas byggnadstekniska skola